# بورتاتچ-کولونگا
بورتاتچ-کولونگا (به لهستانی:  Bortatycze-Kolonia) یک روستا در لهستان است که در گمینا زاموشتش واقع شده‌است. بورتاتچ-کولونگا ۲۸۰ نفر جمعیت دارد.